# 金日山
金 日山（キム・イルサン、朝鮮語: 김일산）は、朝鮮民主主義人民共和国の政治家。開城市人民委員会委員長、同市行政経済委員会委員長、政務院教育委員会副委員長などを歴任した。

## 経歴
平安南道出身。生年不明は不明。1955年に朝鮮労働党中央委員会社会部長に任命された。1984年に政務院教育委員会傘下の高等教育部第1副部長に任命され、1985年に政務院教育委員会副委員長に転じた。1993年に開城市行政経済委員会委員長に任命され、1995年に光州人民蜂起15周年記念開城市群衆大会が開かれると演説を行った。1998年7月に最高人民会議第10期代議員に選出され、同年9月に開城市人民委員会委員長に転じた。2002年9月18日に開城駅で行われた京義線の連結事業の着工式に参加した。2003年6月開城市人民委員長を解任され、8月3日に行われた最高人民会議第13期代議員選挙で代議員から脱落した。